# Поль Буає
Поль Буає (фр. Paul Boyer, Paul-Jean-Marie Boyer) (11 березня 1864, Кормері, Ендр і Луара —1 жовтня 1949, Париж) — французький славіст, професор російської мови (1902), адміністратор Школи східних мов (1908—1936).

## Діяльність
В 1891 відкрив першу кафедру російської мови в Школі східних мов яку пізніше очолив (1908—1936).
В 1921 разом із Антуаном Меє та Андре Мазоном заснував Журнал слов'янських студій. 1927-го стояв біля джерел створення Асоціації студентів, випускників і друзів. Серед його учнів — Роже Бернар.

### Діяльність, пов'язана з Україною
1905 року для студентів Школи східних мов (Сорбонна) видав «Підручник російської мови».
1911 року на вечорі у зв'язку з 50-річчям від дня смерті Тараса Шевченка (відбувся в Парижі) одержано від нього вітального листа і внесок на спорудження пам'ятника поетові в Києві.
У статті „La Russie et ses nationalités“ („Росія та її народи“, 1912) відзначив роль Шевченка в розвитку демократичних ідей у Росії.
1926-го з нагоди ювілею Грушевського вказав на його праці як на фундамент українського патріотизму.
Видав окремою книжкою «Бесіди про Шевченка» (французькою мовою, Париж, 1939), де наголосив, що твори Тараса Шевченка стали символом боротьби проти експлуатації.

## Вибрані праці
- (фр.) Manuel pour l'étude de la langue russe, textes accentués, commentaire grammatical, remarques diverses en appendice, lexique, avec Nikolaï Vasilevitch Speranskiĭ, Armand Colin, Paris, 1905 ; 1935 ; 1951 ; 1957 ; 1967
- (фр.) Chez Tolstoï, entretiens à Iasnaïa Poliana, Institut d'études slaves de l'Université de Paris, Paris, 1950
- (фр.) Paul Boyer. Un vocabulaire français-russe de la fin du XVIe siècle, extrait du Grand insulaire d'André Thevet. — Paris : E.Leroux, 1905. — 64 P с.